# Squalius illyricus
Squalius illyricus é uma espécie de peixe actinopterígeo da família Cyprinidae.
Apenas pode ser encontrada na Croácia.
Os seus habitats naturais são: rios e áreas de armazenamento de água.
Está ameaçada por perda de habitat.